# Octave Gallian

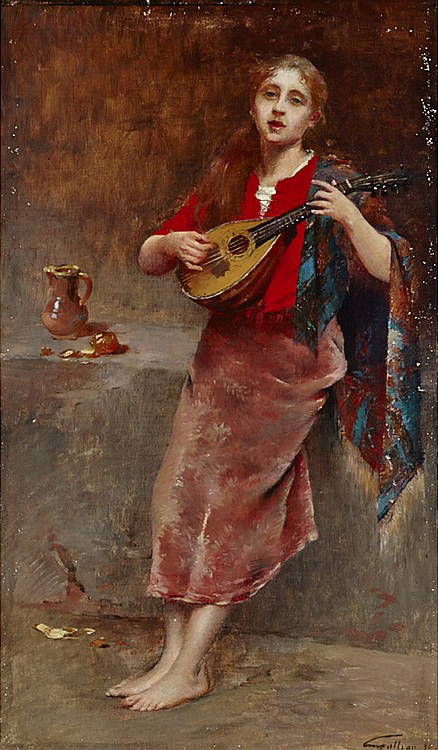
Junge Bäuerin spielt Mandoline

Octave Gallian (* 21. Juli 1855 in Toulon; † 10. Januar 1918 in Paris) war ein französischer Genre- und Porträtmaler. 
Octave Gallian studierte an der École des Beaux-Arts de Paris und an der Académie Julian bei Jules Lefebvre, Gustave Boulanger und Charles Ginoux.
Er richtete sein Pariser Atelier in der Rue du Faubourg Saint-Honoré ein, wo er sich mit der Porträtmalerei beschäftigte.
Er unterhielt die Kontakte mit den Touloner Künstlern und wurde Mitglied der dortigen Künstlergesellschaft.
1887 schuf er zwei Wandgemälde im Treppenhaus des Touloner Kunstmuseums, die im Zweiten Weltkrieg durch Bombenangriffe zerstört wurden.
Er stellte von 1879 bis 1891 und von 1897 bis 1905 im Salon der Société des Artistes Français sowie von 1892 bis 1896 im Salon des Société nationale des beaux-arts aus. Er nahm auch an Ausstellungen der Amis des Arts in Toulon teil. 